# Jakub Berthieu
Jakub Berthieu SI, fr. Jacques Berthieu (ur. 27 listopada 1838 w Polminhac, zm. 8 czerwca 1896 w Ambiatibé na Madagaskarze) – francuski jezuita, misjonarz, męczennik, święty Kościoła katolickiego.
Urodził się w bardzo religijnej rodzinie. Wstąpił do nowicjatu 31 października 1873 roku, a rok później do seminarium w Vals-près-le-Puy. W 1875 został wysłany na misję na wyspę Reunion na Madagaskarze, gdzie rozpoczął działalność duszpasterską.
Tam został zamordowany w dniu 8 czerwca 1896 roku.
Beatyfikował go papież Paweł VI w dniu 17 października 1965 roku, a kanonizował Benedykt XVI w dniu 21 października 2012 roku.